# Hyllestad
Hyllestad er en kommune i Vestland fylke i Norge. Den grænser på land i nord til Fjaler og i øst til Høyanger. Syd for Sognefjorden er Gulen, og øerne i sydvest er del af Solund.

## Tusenårssted
Kommunens tusenårssted er Kværnstensparken i Hyllestad centrum. Kværnstensparken er et udstillingsområde knyttet til den store produktion af kværnsten der har været i Hyllestad. 